# Mimoclystia mimetica
Mimoclystia mimetica är en fjärilsart som beskrevs av Debauche 1938. Mimoclystia mimetica ingår i släktet Mimoclystia och familjen mätare. Inga underarter finns listade i Catalogue of Life.